# Ольшувка (Лімановський повіт)
Ольшувка (пол. Olszówka) — село в Польщі, у гміні Мшана-Дольна Лімановського повіту Малопольського воєводства.
Населення — 1607 осіб (2011).
У 1975-1998 роках село належало до Новосондецького воєводства.

## Демографія
Демографічна структура станом на 31 березня 2011 року:
|          | Загалом | Допрацездатний вік | Працездатний вік | Постпрацездатний вік |
| -------- | ------- | ------------------ | ---------------- | -------------------- |
| Чоловіки | 826     | 199                | 539              | 88                   |
| Жінки    | 781     | 192                | 430              | 159                  |
| Разом    | 1607    | 391                | 969              | 247                  |